# Emblemospora ditrema
Emblemospora ditrema är en svampart som beskrevs av Jeng & J.C. Krug 1976. Emblemospora ditrema ingår i släktet Emblemospora och familjen Lasiosphaeriaceae.   Inga underarter finns listade i Catalogue of Life.